# Jodi Lyn O'Keefe
Pour les articles homonymes, voir O'Keefe.
Jodi Lyn O'Keefe  est une actrice américaine née le 10 octobre 1978 à Cliffwood Beach, dans le New Jersey.

## Biographie
Jodi Lyn O'Keefe est la fille de Noreen et Jack O'Keefe d'origine irlandaise, tchèque, autrichienne, polonaise et suédoise. Elle est la cadette de trois sœurs, elle devient mannequin dès l'âge de 8 ans prenant exemple sur sa sœur aînée Heather. Jeune, elle travaille déjà pour diverses sociétés telles que Gitano jeans et DreamPhone.
À l'adolescence, elle étudie dans une école catholique avant de la quitter pour rejoindre le feuilleton Another World : Bay City. Ayant obtenu un rôle dans la série Nash Bridges de 1996 à 2001 (Cassidy Bridges), elle déménage avec sa mère à Hollywood et poursuit sa scolarité par correspondance.
Jodi Lyn O'Keefe fait ses débuts sur grand écran en 1998 dans le film Halloween, 20 ans après (Halloween H20: 20 years later). Mais c'est en incarnant la snob, riche et populaire lycéenne Taylor Vaughan dans le teen show Elle est trop bien (1999) qu'elle brille sous les feux des projecteurs. À la question « Est-il dur pour vous de jouer un tel personnage ? » Jodi répond « Tout le monde connaissait une Taylor Vaughan au lycée, en travaillant dans l'industrie du spectacle, vous rencontrez des filles comme ça quotidiennement. »
Jodi Lyn O'Keefe rejoint la distribution de Prison Break en 2007, elle apparait aussi dans des séries télévisées comme Charmed, The Evidence : Les Preuves du crime, Tru Calling : Compte à rebours, Mon oncle Charlie (Two an a half men), Boston Justice...

### Carrière

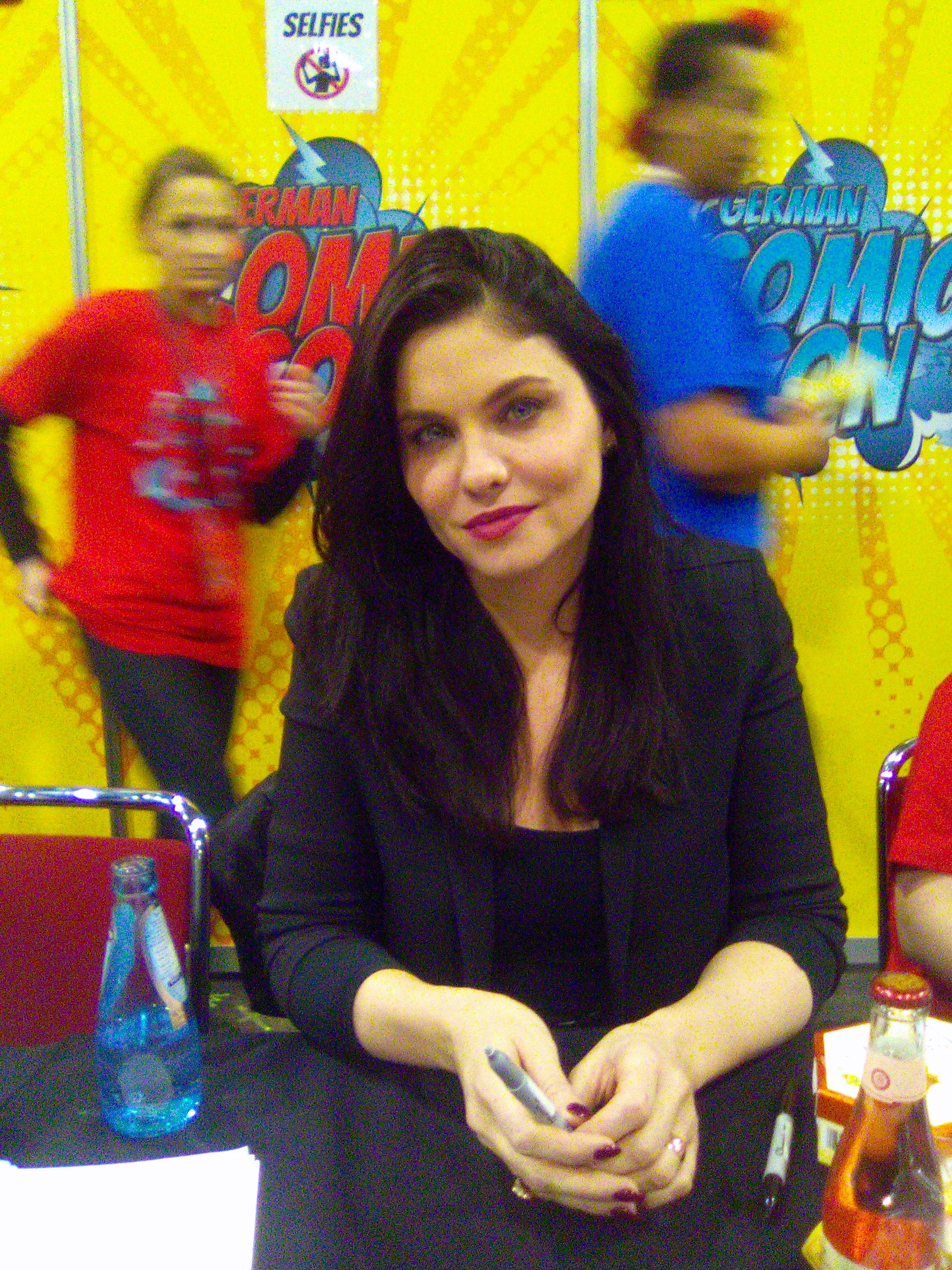
Jodi Lyn O'Keefe 2016.

Elle débute en 1995 à la télévision dans le soap-opera Another World.
Elle tient son premier rôle au cinéma en 1998, dans Halloween, 20 ans après.
Elle est connue pour son interprétation du rôle de Gretchen Morgan alias Susan B. Anthony dans la série télévisée Prison Break.
En juillet 2014, elle décroche le rôle récurrent de Josette "Jo" Laughlin dans la saison 6 de Vampire Diaries.
En 2018, elle rejoint la distribution de Legacies, la série dérivée de The Originals et de The Vampire Diaries dans laquelle elle reprend le rôle de Josette « Jo » Laughlin, mère des jumelles Josette « Josie » Saltzman et Elizabeth « Lizzie » Saltzman le temps d'un épisode lors de la saison 1. La série est diffusée depuis le 25 octobre 2018 sur le réseau The CW.

## Filmographie

### Cinéma
- 1998 : Halloween, 20 ans après : Sarah Wainthrope
- 1999 : Elle est trop bien (She's all that) : Taylor Vaughan
- 2000 : The Crow 3: Salvation : Lauren Randall
- 2000 : Dangereuse Séduction (Whatever It Takes) : Ashley Grant
- 2000 : La chair et le diable (en) (Devil in the Flesh 2) : Debbie Strand
- 2003 : Red Rover : Kelly
- 2004 : Mummy an' the Armadillo : Jackie
- 2004 : La Secte des vampires (Out For Blood) : Layla Simmons
- 2005 : Venice Underground : Tyler
- 2007 : American Identity : Lindsey Simpson
- 2009 : Soul Fire Rising : Lilith Reborn
- 2013 : Suspect (The Frozen Ground) : Chelle Ringell
- 2018 : Edge of Fear de Bobby Roth : Gina

### Télévision
- 1995 : Another World : Marguerite « Maggie » Cory
- 1996-2001 : Nash Bridges : Cassidy Bridges
- 2001-2002 : Dharma et Greg : Simone (saison 5, épisode 18)
- 2004 : Charmed : la femme araignée (saison 6, épisode 18)
- 2004 : Tru Calling : Compte à rebours : Candace Ames (saison 1, épisode 10)
- 2004-2005 : Mon oncle Charlie (Two and a Half Men) : Gail (saison 2, épisode 11) et Isabella (saison 3, épisode 6)
- 2005 : Boston Justice (Boston Legal) (3 épisodes)
- 2006 : The Evidence : Les Preuves du crime : officier Jackie Kazaris
- 2006 : Esprits criminels (Criminals Minds) : Amanda Gilroy (saison 2, épisode 2)
- 2007-2009 : Prison Break : Gretchen Morgan (saisons 3 et 4)
- 2009 : The Big Bang Theory : Mickaella (saison 2, épisode 21)
- 2010 : Lost : Ava (saison 6, épisode 8)
- 2010 : Le Droit à l'amour : Kylie Burch
- 2011 : Surexposée : Emily Bennett
- 2012 : La Vengeance de Gina : Gina Wright
- 2012 : Castle : Kristina Coterra (saison 5, épisode 2)
- 2012 : The Finder (saison 1, épisode 3)
- 2013 : L'Ombre du harcèlement (Stalkers) : Julia Whitman
- 2013 : Hit the Floor : Lionel Davenport
- 2014-2015: Vampire Diaries : Josette « Jo » Laughlin/Parker (saison 6, invitée saisons 7 et 8)
- 2016 :  Lucifer : Ronnie Hillman (saison 1 épisode 3)
- 2018 : Legacies : Josette « Jo » Laughlin (saison 1, épisode 6)[1]

### Clips
- 2005 : elle apparaît dans le clip "Let me go" de 3 Doors Down

Elle joue aussi dans les cinématiques vidéo de Command and Conquer Alerte Rouge 3 - La Révolte, où elle incarne le porte-parole de FutureTech, entreprise de défense basée à Amsterdam aux projets obscurs.

## Voix francophones
En France, Barbara Delsol, est la voix française régulière de Jodi Lyn O'Keefe.
En France
| - Barbara Delsol, dans : - Nash Bridges (série télévisée) - La préférée (téléfilm) - Charmed (série télévisée) - The Evidence : Les Preuves du crime (série télévisée) - Prison Break (série télévisée) - Le Droit à l'amour (téléfilm) - Surexposée (téléfilm) - La Vengeance de Gina (téléfilm) - Castle (série télévisée) - The Finder (série télévisée) - Suspect - L'Ombre du harcèlement (téléfilm) - Lucifer (série télévisée) - Un ex-mari en cadeau (téléfilm) | - Cathy Diraison dans (les séries télévisées) : - Vampire Diaries - Legacies Et aussi - Vanina Pradier dans Halloween, 20 ans après - Laura Préjean dans Elle est trop bien - Sybille Tureau dans Dangereuse Séduction - Véronique Desmadryl dans Boston Justice (série télévisée) - Valérie Nosrée dans Esprits criminels, (série télévisée) - Catherine Desplaces dans Les Experts : Manhattan (série télévisée) - Monia Douieb (Belgique) dans Hit the Floor (série télévisée) |